# Distretto di Geumcheon
Geumcheon (Hangŭl: 금천구; Hanja: 衿川區) è un distretto di Seul. Ha una superficie di 13,01 km² e una popolazione di 242.510 abitanti al 2010.